# Rocca di Verrua
La Rocca di Verrua Savoia o Fortezza di Verrua Savoia fu costruita probabilmente tra il X e l'XI secolo, quando un documento di Ottone III di Sassonia ne cita l'esistenza. La fortificazione è posizionata su una collina sulle sponde del Po e fa ancora oggi da confine tra la provincia di Torino e quella di Vercelli come, nei secoli precedenti, faceva da divisione tra il Marchesato del Monferrato e il Ducato di Savoia.

## Storia
Il primo documento scritto che cita la presenza della fortezza è del X secolo che attesta la fortificazione al Vescovo di Vercelli. Altro documento risale al 1167 quando Federico Barbarossa, imperatore del Sacro Romano Impero, di ritorno da Roma, vedendosi rifiutare il passaggio nella fortezza, rase al suolo le fortificazioni e il borgo al suo interno.

Il simbolo di Verrua Savoia: un maiale cerca di prendere l'uva

Nel 1315, il Vescovo di Casale Monferrato impegnò ingenti finanziamenti per riedificare le fortificazioni e il borgo, vista la cessione di Crescentino alla fazione imperiale di Vercelli. Nel XIV secolo divenne un punto strategico in quanto controllava la pianura vercellese, il Po e le attuali province di Alessandria, Asti e Vercelli. Sempre in questo periodo, la fortezza era al centro di una contesa tra i Savoia e i marchesi del Monferrato, che la cinsero d'assedio. Alla fine dei conti, quanto l'assedio fu tolto grazie ad una mediazione, la Rocca di Verrua cadde nelle mani della dinastia Savoia. Il Marchesato tentò più volte di prendere la fortezza, nel 1379 prima e nel 1387 dopo: in tutte e due i casi la Rocca rimase nelle mani dei Savoia che ne fecero un punto difensivo importantissimo lungo la via di Torino. Da questi due episodi si trasse questa frase: "Quand che ‘l ver pijrrà cost'ua, ‘l marcheis dal Monfrà ‘l pijrrà Vrua" che significa Quando il maiale prenderà l'uva il Marchese del Monferrato conquisterà Verrua. La Rocca resistette a molti assedi. L'assedio di maggiore importanza fu quello del 1704 conto i franco-spagnoli durante la Guerra di successione spagnola.
Dopo essere stato ricovero per soldati feriti e invalidi in età napoleonica, nel 1957, dopo un lungo periodo di abbandono, venne venduto a una importante ditta che compì lavori di estrazione di marna nella collina adiacente al complesso, dove ha successivamente realizzato un geosito di rilevante importanza mineralogica.
 Nel 2007 la Famiglia Piazza ha donato la Rocca alla "Fondazione Eugenio Piazza Verrua Celeberrima - Onlus" che si occupa della sua organizzazione culturale.  Nel 2010-2011 il sito è stato parzialmente ristrutturato ed è ora accessibile a visite guidate.

### Gli assedi
Molti furono gli assedi e gli episodi bellici che coinvolsero la fortezza.
Il primo fu compiuto nel 1167 da Federico Barbarossa che distrusse il Borgo e le fortificazioni. Ricostruita, dopo alcuni anni dovette sopportare altri assedi per via della sua posizione strategica: nel 1625 una coalizione austro-spagnola la cinse d'assedio; lo stesso episodio accadde nel 1387 con i Marchesi del Monferrato, nel 1405 ed infine nel 1704 quando la Rocca cadde nelle mani dei francesi, dopo sei mesi di combattimenti.

## Descrizione
La Rocca, prima dell'assedio francese del 1704, era difesa da un muro di cinta e da 
4 bastioni: il Bastione della Vigna, il Bastione dell'Alle, il Bastione di Camus e il Bastione di Santa Maria. La parte principale della fortezza era costituita dal Dongione (dal francese Donjon) dalle Caserme dei Soldati e da un pozzo. Sotto questo complesso si estendeva il Borgo di Verrua con il Quartiere degli Ufficiali, la Piazza Reale, la Casa del Governatore, le Caserme della Chiesa, la Chiesa di San Giovanni Battista, patrono del paese, e dalla Caserma del Soccorso. Al centro della piazzaforte si ergevano i magazzini a prova di bomba, che contenevano armi e munizioni. L'unica porta è la Porta del Soccorso, che si apriva sulla via omonima che collegava il forte alla pianura.
L'unica parte visibile ancora oggi è il dongione con le relative strutture e il Ponte del Soccorso.